# David Goudreault
 (septembre 2023).
Si vous disposez d'ouvrages ou d'articles de référence ou si vous connaissez des sites web de qualité traitant du thème abordé ici, merci de compléter l'article en donnant les références utiles à sa vérifiabilité et en les liant à la section « Notes et références ».
David Goudreault, né le 26 août 1980 à Trois-Rivières, au Québec, est un chroniqueur, romancier, poète et performeur québécois.
Il est le premier Québécois à remporter la Coupe du monde de poésie, en juin 2011 à Paris.

## Biographie
David Goudreault est romancier, poète et chroniqueur. Travailleur social, diplômé de l'Université de Sherbrooke en 2004, il spécialise sa pratique en intervention auprès des groupes vulnérables, et utilise la littérature en tant qu’outil d’expression et d’émancipation dans les écoles et les centres de détention de la province de Québec, notamment au Nunavik, et en France.
En 2012, il cesse les compétitions sur les scènes de slam de poésie pour se consacrer à l'écriture. Il rassemble ses meilleurs textes clamés durant la période 2008-2011 et publie un recueil en France intitulé Mines à vacarmes aux éditions Universlam. À l'été 2012, il participe au grand spectacle du Forum mondial de la francophonie à Québec. Il publie son premier récit poétique, Premiers Soins, aux Écrits des Forges à l'automne. En 2013, il ouvre les Jeux du Canada qui se déroulent à Sherbrooke.
Goudreault est aussi impliqué dans la musique, après la parution des albums indépendants Moins que liens (2009) et ÀpprofonDire (2011), il lance La Faute Au Silence (2014), où l’on retrouve des collaborations avec Grand Corps Malade et l'écrivaine Kim Thúy. À titre de parolier, il a aussi collaboré avec Luce Dufault, Louis-Jean Cormier, Forestare, Florence K et Richard Séguin, entre autres. En 2020, il coproduit son quatrième album, Le nouveau matériel, avec le rappeur Manu Militari.
Finaliste au Prix littéraire France-Québec 2020, le roman Ta mort à moi reçoit un accueil enthousiaste des lecteurs et des critiques. Odile Tremblay, du Devoir : « Truffé de références, le livre est une ode à la littérature et à la liberté consumée par le refus des compromis de médiocrité. Grand jongleur du langage, Goudreault est un de nos meilleurs écrivains contemporains. » 
En 2022, il publie son cinquième, roman, Maple. Un succès critique et commercial pour ce nouvel opus. «…Maple demeure surtout un très grand plaisir de lecture, un polar surprenant et savamment construit, une ode aux aspérités du monde et à la rugosité de la langue québécoise. » ‑Anne-Frédérique Hébert-Dolbec, Le Devoir
Depuis 2019, il accompagne l’écrivaine Geneviève Rioux à titre de conseiller littéraire. Celle-ci publie la suite primée Je n’ai pas dit mon dernier souffle dans la revue d’art Le Sabord en 2021 et le recueil de poèmes Survivaces chez Mémoire d’encrier au printemps 2022. Son récit, à paraître chez Librex, est présentement en chantier.
Goudreault se voit décerner le Prix Clémence-Desrochers, pour l’excellence de l’imaginaire, par la Société professionnelle des auteurs et des compositeurs du Québec à l’automne 2021.
À l’automne 2023, à la suite de la série Du monde, des mots, il remporte un Prix Gémeaux pour le Meilleur scénario de série documentaire.
Son nom est ajouté au dictionnaire Le Robert illustré 2024, où il est présenté comme un « poète, écrivain, fervent défenseur de la langue française. »

### Poésie
Il représente le Québec à la Coupe du monde de poésie en juin 2011 à Paris, où il remporte la finale, devenant ainsi le premier Québécois à gagner les honneurs à cet événement international. Pour son implication sociale et ses réalisations artistiques, il reçoit la Médaille d'honneur de l'Assemblée nationale du Québec en octobre 2011.
Il fait paraître son deuxième recueil de poésie, S'édenter la chienne, à l'automne 2014, finaliste au Prix COPO-Comité Poétique de France et recommandé par le chroniqueur Pierre Foglia dans le journal La Presse du 10 octobre 2014.[réf. nécessaire]
En août 2016, il dirige la première Grande nuit de la poésie de Saint-Venant-de-Paquette, accompagné par 750 amoureux de cet art[style à revoir].
Son troisième recueil de poésie, Testament de naissance, publié aux Écrits des Forges à l'automne 2016, est une réflexion sur la parentalité et le rôle de père. Pour la qualité de son œuvre et son implication dans le rayonnement de la poésie québécoise, David Goudreault reçoit le Prix Lèvres Urbaines à l'automne 2017. Deux ans plus tard, il se livre à la Fabrique culturelle à l'aide d'extraits de ce recueil.

### Spectacles et chroniques
Chroniqueur depuis septembre 2016, il signe des chroniques dans La Presse+ et les quotidiens du Groupe Capitales Médias (Le Soleil, La Tribune, Le Nouvelliste, Le Quotidien, La Voix de l'Est et Le Droit). Il est aussi un chroniqueur régulier à la revue Les Libraires et à la première chaîne de ICI Radio-Canada Première.

### Réception critique
Au printemps 2015, il publie La bête à sa mère aux Éditions Stanké. Ce premier roman connaît un retentissant succès tant auprès des lecteurs que des critiques. Reconnu pour sa « charge sociale sous-jacente » et « l'humour rentre-dedans », il est finaliste au Prix Ringuet de l'Académie des lettres du Québec et  au Prix France-Canada, il remporte le Prix des Nouvelles Voix de la Littérature et le Grand Prix littéraire Archambault. Ce roman est traduit pour le Canada anglais aux Éditions Book*hug et publié en France aux éditions Philippe Rey.[réf. nécessaire]
À l’automne 2021, il reçoit un DEC honorifique du Cégep de Trois-Rivières et se voit décerner le Prix Clémence-Desrochers, pour l’excellence de l’imaginaire, par la Société professionnelle des auteurs et des compositeurs du Québec.
Après une première médiatique au Théâtre Maisonneuve de la Place-des-Arts de Montréal en mars 2024, les critiques sont unanimes pour le nouveau spectacle En marge du texte : 
« David nous faire retomber en amour avec la poésie, en cette époque qui en a tant besoin. Quelle vivacité d’esprit, quel talent d’improvisation ! Combiner humour et émotions, ce n’est pas donné à tous ! »  – Sophie Durocher, QUB et Le Journal de Montréal
« Un spectacle aussi foisonnant qu’En marge du texte ne se raconte pas. Il s’écoute, surtout. Pour accueillir la résonance d’Accompagnement, célèbre poème de Saint-Denys Garneau. Pour redécouvrir la poésie d’Anne Hébert. Pour s’émerveiller des premières lignes de L’avalée des avalés de Ducharme. Pour rire, aussi, de la nullité des romans de la collection Frissons que David Goudreault a trop lus à l’adolescence ou de glissades vers des écritures érotiques … » 
– Alexandre Vigneault, La Presse

## Œuvres

### Poésie
- Premiers Soins, Écrits des forges, 2012
- Mines à vacarmes, Éditions Universlam, 2012
- S'édenter la chienne, Écrits des forges, 2014
- Testament de naissance, Écrits des forges, 2016
- J'en appelle à la poésie, livre illustré par Laurent Pinabel, Collection Les grandes voix, Éditions Les 400 Coups, 2021
- Vif oubli, Mémoire d'encrier, 2022.

### Romans

#### SérieLa Bête
- La Bête à sa mère, Montréal, Éditions Stanké, 2015, 232 p.  (ISBN 9782760411708) réédition, Paris, Éditions Philippe Rey, 2018 / réédition, Paris, 10/18 no 5437, 2019 / Version anglaise : Mama's Boy, Book*hug, 2018
- La Bête et sa cage, Montréal, Éditions Stanké, 2016, 248 p.  (ISBN 9782760411869) réédition, Paris, Éditions Philippe Rey, 2019 / réédition, Paris, 10/18 no 5625, 2020 / Version anglaise : Mama's Boy Behind Bars, Book*hug, 2019
- Abattre la bête, Montréal, Éditions Stanké, 2017, 240 p.  (ISBN 9782760411968)
- La Bête intégrale, Montréal, Éditions Stanké, 2018, 720 p.  (ISBN 9782760412545)
- Ta mort à moi, Montréal, Éditions Stanké, 2019, 304 p.  (ISBN 9782760412620)
- Maple, Montréal, Éditions Stanké, 2022, 232 p.  (ISBN 9782760413047)

### Nouvelles littéraires
- À l'endroit de nos visages, Trois-Rivières, 2012, Suite poétique, revue Lèvres Urbaines 44  (ISBN 9782896452194)
- Anthologie, Lèvres Urbaines, Trois-Rivières, 2012, revue Lèvres Urbaines 44  (ISBN 9782896452194)
- Vivace, Montréal, 2014, Nouvelle littéraire, revue Zinc
- À qui la rue ?, Montréal, 2016, Nouvelle littéraire, revue Moebius 148
- En mémoire de l'évidence brisée, Trois-Rivières, 2017, Suite poétique, revue Le Sabord
- Les mains bandées, Montréal, 2017, Nouvelle littéraire, Pulpe, Québec Amérique, 360 p.  (ISBN 9782764433751)
- À peu de choses près, Trois-Rivières, 2020, Suite poétique, revue Le Sabord
- Bien parti pour mal finir, Montréal, 2020, Nouvelle littéraire, Ponts, Druide, 248 p.  (ISBN 9782897115050)
- S'en tenir au texte, Montréal, 2021, Nouvelle littéraire, Condoléances, Québec Amérique, 168 p.  (ISBN 9782764441541)
- L'armature de nos cendres, Montréal, 2021, Suite poétique, revue Les Écrits
- Écrire, ça libère ! , Montréal, 2021, Campagne Amnistie internationale[21]

### Livres jeunesses
- La réparation de mes parents, livre illustré par France Cormier, Sherbrooke, Éditions D'eux, 2021, 36 p.  (ISBN 9782924645628)
- La belle petite monstre, livre illustré par Camille Lavoie, Sherbrooke, Éditions D'eux, 2022, 32 p.

### Théâtre
- 2015 : 21 Manches cubes, écrit avec Patrick Quintal, mis en scène par le Théâtre du Double Signe
- 2018 : Au bout de ta langue; humour debout et poésie drette, écrit et interprété par l'auteur
- 2021 : La Bête à sa mère, mise en scène d’Hugues Frenette et adaptation d'Isabelle Hubert, pièce montée par le théâtre Le Trident
- 2024 : En marge du texte, écrit et interprété par l'auteur

### Discographie
- 2009 : Moins que liens, Compagnons d'Amérique
- 2011 : À]pprofon[Dire, Compagnons d'Amérique
- 2014 : La Faute au silence, Véga Musique
- 2020 : Le nouveau matériel, Productions Grande Plume

### Télévision
- 2022 : Du monde, des mots (documentaire) - scénariste et animateur

## Prix et distinctions
- 2011 : Médaille de l'Assemblée nationale du Québec[22]
- 2013 : Patriote de l'année du Conseil de la souveraineté du Québec en Estrie[réf. nécessaire]
- 2015 : Prix Personnalité Leadership La Nouvelle/La Tribune[réf. nécessaire]
- 2016 : Prix des nouvelles voix de la littérature du Salon du livre de Trois-Rivières[23]
- 2016 : Grand Prix littéraire Archambault[24]
- 2021 : Prix Clémence-Desrochers[9] de la SPACQ
- 2023 : Prix Gémeaux - Meilleur scénario d'émission ou de série: documentaire, Du monde, des mots[25]
- 2024 : Prix Prestige Impératif français 2024 avec Marie-Anne Alepin[26]

## Vie personnelle
David Goudreault est père de deux enfants.
David Goudreault, fervent défenseur du français québécois, considère la langue comme un pilier de l’identité collective et un outil d’émancipation. Souverainiste convaincu, il critique la mondialisation et privilégie les solidarités locales. Son engagement pour la francophonie se reflète dans son œuvre, qu’il destine principalement à un public québécois, refusant d’adapter sa langue au marché international.